# Hvítafell
Hvítafell är en kulle i republiken Island. Den ligger i regionen Norðurland eystra, 270 km nordost om huvudstaden Reykjavík. Toppen på Hvítafell är 390 meter över havet, eller 168 meter över den omgivande terrängen. Bredden vid basen är 3,9 km.
Trakten runt Hvítafell är nära nog obefolkad, med mindre än två invånare per kvadratkilometer. Närmaste större samhälle är Laugar, nära Hvítafell. Trakten runt Hvítafell består i huvudsak av gräsmarker.